# Waterwijk (Almere)
Waterwijk is een wijk in de Nederlandse stad Almere. De wijk is gelegen in het stadsdeel Almere Stad Oost. Op 1 januari 2023 telde de wijk 7.310 inwoners, verdeeld over 3.098 woningen, op een oppervlakte van 1,74 km².
De straten in Waterwijk West zijn vernoemd naar meren en rivieren in Nederland, terwijl de straten in Waterwijk Oost vernoemd zijn naar vissen.

## Openbaar vervoer
Waterwijk wordt doorsneden door een busbaan en heeft daaraan drie bushaltes waar de volgende buslijn stopt:
- Waterwijk Oost  M2
- Waterwijk West  M2
- Markerkant  M2  (aan de grens met bedrijventerrein Markerkant)

### Metrobus
| Lijn | Lijn        | Route                              | Via | Opmerkingen |
| ---- | ----------- | ---------------------------------- | --- | --- |
| M2   | Buitenmetro | Station Centrum - Stripheldenbuurt | Staatsliedenwijk, Waterwijk, Bouwmeesterbuurt, Molenbuurt, Station Buiten, Seizoenenbuurt, Oostvaardersbuurt, Station Oostvaarders, Sieradenbuurt | Rijdt tussen Station Almere Oostvaarders en Stripheldenbuurt in een lagere frequentie, rijdt bij Station Centrum verder als buslijn M1 . Rijdt op zaterdag 24 uur per dag op een deel van de route. |